# Кубок світу з біатлону 2010—2011, мас-старт, чоловіки
Залік гонок із масовим стартом серед чоловіків Кубка світу з біатлону 2010-11 розпочався 9 січня 2011 гонкою на етапі в Обергофі. Володар малого кришталевого глобусу в цій дисципліні попереднього сезону Євген Устюгов із Росії.

## Формат
У гонках з масовим стартом беруть участь 30 біатлоністів, стартуючи водночас. Переможцем стає той із них, який першою перетне фінішну лінію. Гонка проводиться на дистанції 15 км, спортсмени долають 5 кіл і чотири рази виконують стрільбу: двічі з положення лежачи й двічі з положення стоячи. Перша стрільба виконується на установці, що відповідає стартовому номеру спортсмена, далі - в порядку прибуття біатлоніста на стрільбу. На кожній стрільбі біатлоніст повинен влучити в 5 мішеней. За кожен невлучний вистріл він карається додатковим колом довжиною 150 м.
На змаганнях Кубку світу 2010-2011 в мас-старт відбираються 25 біатлоністів із найвищою позицією в загальному заліку, плюс 5 біатлоністів, які не входять у верхню 25-ку заліку, але найкраще виступили в спринтерській гонці на даному етапі.

## Призери сезону 2009–10
| Медаль  | Біатлоніст           | Очки |
| ------- | -------------------- | ---- |
| Золото: | Євген Устюгов        | 197  |
| Срібло: | Еміль Хегле Свендсен | 163  |
| Bronze: | Арнд Пайффер         | 161  |

## Переможці та призери етапів
| Event:                                                                     | Золото:                       | Час               | Срібло:                       | Час               | Бронза:                       | Час               |
| Обергоф Протокол [Архівовано 12 січня 2011 у Wayback Machine.]             | Тар'єй Бо Норвегія            | 39:51.3 (0+1+0+1) | Еміль Хегле Свендсен Норвегія | 39:53.7 (1+0+2+0) | Іван Черезов Росія            | 39:55.4 (0+0+1+1) |
| Антгльц-Антерсельва Протокол [Архівовано 22 січня 2011 у Wayback Machine.] | Мартен Фуркад Франція         | 35:33.4 (0+0+1+0) | Б'єрн Феррі Швеція            | 35:50.6 (0+0+1+1) | Антон Шипулін Росія           | 35:51.0 (1+1+0+0) |
| Форт-Кент Протокол [Архівовано 11 лютого 2011 у Wayback Machine.]          | Мартен Фуркад Франція         | 39:48.9 (0+0+2+0) | Томаш Сікора Польща           | 39:52.0 (0+0+0+0) | Тар'єй Бо Норвегія            | 39:53.6 (0+0+1+1) |
| Чемпіонат світу                                                            | Еміль Хегле Свендсен Норвегія | 38:42.7 (0+0+0+1) | Євген Устюгов Росія           | 38:47.7 (0+0+0+0) | Лукас Гофер Італія            | 38:57.0 (0+0+0+1) |
| Осло Протокол [Архівовано 22 березня 2011 у Wayback Machine.]              | Еміль Хегле Свендсен Норвегія | 39:07.6 (0+1+1+0) | Євген Устюгов Росія           | 39:08.0 (0+0+0+1) | Уле-Ейнар Б'єрндален Норвегія | 39:17.6 (0+1+0+0) |

## Таблиця
| #  | Біатлоніст                 | ОБЕ | АНТ | ФРК | ЧС | ОСЛ | Разом |
| -- | -------------------------- | --- | --- | --- | -- | --- | ----- |
|    | Еміль Хегле Свендсен (NOR) | 54  | 32  | 38  | 60 | 60  | 244   |
| 2  | Мартен Фуркад (FRA)        | 43  | 60  | 60  | 31 | 36  | 230   |
| 3  | Тар'єй Бо (NOR)            | 60  | 26  | 48  | 43 | 34  | 211   |
| 4  | Євген Устюгов (RUS)        | 28  | 13  | —   | 54 | 54  | 149   |
| 5  | Лукас Гофер (ITA)          | 22  | 22  | 34  | 48 | 22  | 148   |
| 6  | Арнд Пайффер (GER)         | 29  | 40  | —   | 34 | 40  | 143   |
| 7  | Уле-Ейнар Б'єрндален (NOR) | 20  | 36  | —   | 38 | 48  | 142   |
| 8  | Іван Черезов (RUS)         | 48  | 29  | —   | 40 | 23  | 140   |
| 9  | Крістоф Зуманн (AUT)       | 17  | 25  | 24  | 29 | 43  | 138   |
| 10 | Б'єрн Феррі (SWE)          | 31  | 54  | —   | 14 | 38  | 137   |
| 11 | Міхаель Грайс (GER)        | 40  | 38  | —   | 21 | 30  | 129   |
| 12 | Міхал Шлезінгр (CZE)       | 34  | 30  | 28  | 15 | 13  | 120   |
| 13 | Сімон Едер (AUT)           | 32  | 34  | —   | 32 | 19  | 117   |
| 14 | Андрій Маковеєв (RUS)      | 38  | —   | 22  | 36 | 20  | 116   |
| 15 | Фредрик Ліндстрем (SWE)    | —   | 18  | 36  | 30 | 26  | 110   |
| 16 | Сергій Седнєв (UKR)        | 15  | 28  | 31  | 16 | 15  | 105   |
| 17 | Венсан Же (FRA)            | 26  | 31  | 17  | —  | 28  | 102   |
| 18 | Карл Юхан Бергман (SWE)    | 25  | 23  | 29  | 12 | 12  | 101   |
| 19 | Андреас Бірнбахер (GER)    | 27  | —   | 43  | 25 | —   | 95    |
| 20 | Даніель Мезотіч (AUT)      | 24  | 43  | —   | —  | 27  | 94    |
| 21 | Крістоф Штефан (GER)       | —   | 14  | 27  | 17 | 32  | 90    |
| 22 | Антон Шипулін (RUS)        | 14  | 48  | —   | —  | 17  | 79    |
| 23 | Томаш Сікора (POL)         | —   | 24  | 54  | —  | —   | 78    |
| 24 | Алексі Беф (FRA)           | 23  | 21  | 18  | —  | 16  | 78    |
| 25 | Александер Ус (NOR)        | 13  | —   | 40  | —  | 21  | 74    |
| 26 | Крістіан Де Лоренці (ITA)  | —   | 20  | 19  | 18 | 14  | 71    |
| 27 | Максим Чудов (RUS)         | 36  | 11  | 11  | 11 | —   | 69    |
| 28 | Ларс Бергер (NOR)          | —   | 12  | —   | 27 | 25  | 64    |
| 29 | Яков Фак (SLO)             | 19  | 17  | 25  | —  | —   | 61    |
| 30 | Маркус Віндіш (ITA)        | —   | 27  | 15  | 13 | —   | 55    |
| 31 | Ловелл Бейлі (USA)         | —   | 19  | 32  | —  | —   | 51    |
| 32 | Максим Максимов (RUS)      | —   | —   | 23  | 23 | —   | 46    |
| 33 | Клемен Бауер (SLO)         | —   | —   | 16  | 22 | —   | 38    |
| 34 | Лоїс Абер (FRA)            | 18  | —   | 14  | —  | —   | 32    |
| 35 | Флоріан Граф (GER)         | —   | —   | —   | —  | 31  | 31    |
| 36 | Домінік Ландертінгер (AUT) | 30  | —   | —   | —  | —   | 30    |
| 36 | Даніель Бем (GER)          | —   | —   | 30  | —  | —   | 30    |
| 38 | Сергій Семенов (UKR)       | —   | —   | —   | 19 | 11  | 30    |
| 39 | Александер Вольф (GER)     | —   | —   | —   | —  | 29  | 29    |
| 40 | Андрій Дериземля (UKR)     | —   | —   | —   | 28 | —   | 28    |
| 41 | Красімір Анев (BUL)        | 12  | 15  | —   | —  | —   | 27    |
| 42 | Ярослав Соукуп (CZE)       | —   | —   | 26  | —  | —   | 26    |
| 42 | Сімон Фуркад (FRA)         | —   | —   | —   | 26 | —   | 26    |
| 44 | Лейф Нордгрен (USA)        | —   | —   | —   | 24 | —   | 24    |
| 44 | Тобіас Ебергард (AUT)      | —   | —   | —   | —  | 24  | 24    |
| 46 | Беньямін Веґер (SUI)       | 11  | —   | 13  | —  | —   | 24    |
| 47 | Руне Братсвеен (NOR)       | —   | —   | 21  | —  | —   | 21    |
| 47 | Жан-Філіпп Леґеллек (CAN)  | 21  | —   | —   | —  | —   | 21    |
| 49 | Жан-Гійом Беатрікс (FRA)   | —   | —   | 20  | —  | —   | 20    |
| 49 | Едгарс Піксонс (LAT)       | —   | —   | —   | 20 | —   | 20    |
| 51 | Павол Гурайт (SVK)         | —   | —   | —   | —  | 18  | 18    |
| 52 | Євгеній Гаранічев (RUS)    | —   | 17  | —   | —  | —   | 17    |
| 53 | Брендан Ґрін (CAN)         | 16  | —   | —   | —  | —   | 16    |
| 54 | Юліан Ебергард (AUT)       | —   | —   | 12  | —  | —   | 12    |

## Виноски
1. ↑  2009/10 Final standings (PDF). Архів оригіналу (PDF) за 7 липня 2011. Процитовано 22 січня 2011.
2. ↑  Standings Mass start men (PDF). Архів оригіналу (PDF) за 14 серпня 2011. Процитовано 22 січня 2011.